# Bienville (Luisiana)
Bienville é uma vila localizada no estado americano de Luisiana, na Paróquia de Bienville.

## Demografia
Segundo o censo americano de 2000, a sua população era de 262 habitantes. 
Em 2006, foi estimada uma população de 254, um decréscimo de 8 (-3.1%).

## Geografia
De acordo com o United States Census Bureau tem uma área de 
28,6 km², dos quais 28,6 km² cobertos por terra e 0,0 km² cobertos por água. Bienville localiza-se a aproximadamente 55 m acima do nível do mar.

## Localidades na vizinhança
O diagrama seguinte representa as localidades num raio de 24 km ao redor de Bienville. 